# Escrivà d'Íxer
Els Escrivà d'Íxer van ser un important clan nobiliari valencià dels segles xvii i xviii, descendent dels Escrivà de Romaní i dels Íxer.

## Antecedents
Escrivà de Romaní
Els Escrivà eren un llinatge d'oficials reials, generosos, cavallers, homes de lletres i dignataris establit al regne de València arran de la conquesta del segle xiii. Es creu que procedien del Rosselló o de Lleida. Varen ser senyors de Patraix, i d'Agres, de Catarroja, d'Alaquàs i de Beniparrell. Cal assenyalar que els Escrivà de Romaní sorgiren com a branca pròpia d'aquests des del matrimoni entre Jaume Escrivà i Geraldona de Romaní, els descendents del qual lligaren els cognoms, raó per la qual aparegué el cognom "Escrivà de Romaní".
Íxer
En primer lloc, cal dir que els Híxar eren els descendents directes de Pere I Ferrandis d'Híxar, fill natural de Jaume I el Conqueridor i de Berenguera Ferrandis, cognomenats "Ferrandis d'Híxar".
Els Íxer o Íxar sorgiren com una branca dels Ferrandis d'Híxar, que començà amb Joan Gonçal d'Íxer i Mexía, fill de Pere III Ferrandis d'Híxar, senyor d'Híxar (Aragó). Aquest senyor, però, es va establir al regne de València. Un dels seus descendents, Gonçal d'Íxer (primera meitat del segle xv) es casà amb Agnès de Portugal, de la casa reial portuguesa. La darrera portadora del cognom va ser Jerònima d'Íxer i Montagut (1587 - 1657)senyora de les baronies de Xaló, Gata de Gorgos, l'Alcúdia i Ressalany.

## Clan dels Escrivà d'Íxer
La susdita senyora Jerònima d'Íxer va contraure núpcies amb Onofre Escrivà de Romaní i Mateu (1577 - 1621) cavaller de Montesa, patge de Felip II i conservador general del patrimoni reial de Sicília. El fill d'aquest matrimoni fou Gonçal Escrivà d'Íxer (1614 - 1652) patriarca del cognom específic "Escrivà d'Íxer", el qual va ser cavaller de l'Orde de Montesa i l'any 1645 assolí la dignitat de comte de l'Alcúdia per nomenament del rei Felip IV. En Gonçal es casà amb Anna Maria Lloris de Montpalau el 1634, i fruit del matrimoni va nàixer Onofre Vicent Escrivà d'Íxer i de Montpalau (1638 - 1688), qui enllaçà en matrimoni amb Francesca Felipa de Montsoriu i Montpalau, IV comtessa de Xestalgar, baronessa de Sot de Xera i d'Estivella, senyora de la Torre d'En Lloris i Miralbò. D'aquest matrimoni van nàixer els següents fills: el primogènit, Baltasar Escrivà d'Íxer i Montsoriu, III comte de l'Alcúdia i V de Xestalgar, baró de Xaló, de Gata, i d'Estivella, i dues vegades virrei de Mallorca; Pasqual, cavaller de l'Orde de Montesa; Antoni, cavaller de l'Orde de Sant Joan de Jerusalem i senyor de la Torre d'En Lloris i Miralbò; Marianna o Maria Anna, baronessa d'Estivella, la qual casà amb Felip Linus de Castellví, comte de Carlet, i per acabar, Francesca Lluïsa, monja de Sant Cristòfol, a València. El cognom quedà extingit a la mort dels membres d'aquesta darrera generació.